# Carole Richert
Pour l’article homonyme, voir Richert.
Carole Richert est une actrice française, née le 28 septembre 1967 à Strasbourg[réf. nécessaire].

## Biographie
Carole Richert naît le 28 septembre 1967 à Strasbourg[réf. nécessaire]. Elle étudie au Conservatoire national supérieur d'art dramatique de Paris. Elle rencontre Gérard Desarthe et fait ses premiers pas au théâtre dans les rôles de Chimène dans Le Cid et d'Elvire dans Dom Juan ou le Festin de Pierre. Le cinéma lui offre son premier rôle dans Tous les matins du monde d'Alain Corneau. Elle y interprète le rôle de Toinette. Pour ce film, elle recevra le prix Arletty. Suit l’aventure populaire de La Rivière Espérance, pour la télévision sur Antenne 2. Elle y tient l'un des rôles principaux : Marie Paradou. Elle enchaîne les rôles, de Marion du Faouët à Penn sardines. Ce dernier téléfilm lui vaut le Prix d’interprétation au Festival de Saint-Tropez. Elle tient le rôle principal d'une mère de famille aux côtés de Stéphane Freiss dans la mini-série intitulée Je hais... (...les enfants, ...les parents, ...les vacances).
Le cinéma la rappelle avec Trois amis de Michel Boujenah et Le Nouveau Protocole de Thomas Vincent.
En 2007, Carole rencontre la productrice Nelly Kafsky. Cela entraînera plusieurs tournages : Marie et Madeleine de Joyce Buñuel, comédie historique où elle tient le rôle de Berthe Baron, Une ombre derrière la porte  de Pierre Joassin, Le Choix de Myriam de Malik Chibane et Le Roi, l'Écureuil et la Couleuvre de Laurent Heynemann, dans lequel elle interprète Madame de Sévigné. Ce rôle lui permet de traverser plusieurs âges dans le même personnage.
À partir de 2010, elle tourne dans la série Tango. Ensuite, elle tourne dans La Maison des Rocheville de Jacques Otmezguine, une aventure romanesque de 5 épisodes qui se déroule au début du XXe siècle. Elle y interprète Clélia, personnage intrigant qui tombe dans la folie. Au mois d'août, elle tourne dans Une partie de campagne d’après Guy de Maupassant sous la direction de Jean-Daniel Verhaeghe.
La série Clem lui permet de tourner avec Victoria Abril, dès 2010. Carole Richert interprète le rôle d'une grand-mère aimante, précieuse. Un rôle plein d'humour de tendresse et de drame puisque son personnage perd son fils. Remportant un franc succès, cette série en est à sa onzième saison en 2021.
Carole Richert enchaîne les rôles à la télévision, elle joue un rôle dans Baisers cachés de Didier Bivel aux côtés de Patrick Timsit, Bruno Putzulu et de jeunes acteurs comme Bérenger Anceaux. Elle tient également le rôle de Christelle dans un épisode de la série Commissaire Magellan. L'actrice interprète également le rôle de Béatrice Marsan dans Juste un regard de Ludovic Colbeau-Justin, adaptée de l'œuvre d'Harlan Coben.
Carole Richert participe aussi à différents évènements en tant que membre de jury. Ainsi, elle a été membre du jury lors de différents festivals comme le Festival des créations télévisuelles de Luchon en 2010 et le Festival international du film de fiction historique (FIFFH) en 2016.

### Vie privée
Elle épouse Daniel Rialet le 18 juin 2003, avec qui elle a déjà eu deux enfants : Pauline, en 1996, et Vincent, en 2000. Daniel Rialet meurt brutalement le 11 avril 2006 à la suite d'une crise cardiaque. Il a alors 46 ans.

## Filmographie

### Cinéma
- 1991 : Cherokee de Pascal Ortega : Jenny
- 1991 : Tous les matins du monde d'Alain Corneau : Toinette
- 1992 : IP5 de Jean-Jacques Beineix : Sophia
- 1994 : La Nuit et le Moment d'Anna Maria Tatò : Armande
- 1994 : M. Foudamour, la lune promise, court métrage de Kram et Plof : Gloria
- 1995 : L'Année Juliette de Philippe Le Guay
- 1996 : Le Bel Été 1914 de Christian de Chalonge : Denise
- 2000 : Six-Pack d'Alain Berberian : Hélène Moulinier
- 2001 : Vertiges de l'amour de Laurent Chouchan : Irène
- 2007 : Trois amis de Michel Boujenah : Patricia, la boulangère
- 2008 : Le Nouveau Protocole de Thomas Vincent : la mère de Franck
- 2009 : J'ai kidnappé Plastic Bertrand, court métrage de Chad Chenouga

### Télévision
- 1992 : Papa veut pas que je t'épouse de Patrick Volson : Léa Schmulevitz
- 1993 : Charlemagne, le prince à cheval, mini-série de Clive Donner : Himiltrude
- 1994 : Les Nuiteux de Josée Dayan : Sylvie Roy, la substitut du procureur
- 1995 : L'Enfant en héritage de Josée Dayan : Cécile Gutman/Christina Schomberg
- 1995 : La Rivière Espérance, mini-série de Josée Dayan : Marie Paradou
- 1997 : Marion du Faouët téléfilm en deux parties de Michel Favart : Marion du Faouët
- 1998 : Un cadeau, la vie! de Jacob Berger : Geneviève Lesage
- 1998 : Tous les papas ne font pas pipi debout de Dominique Baron : Zoé
- 2002 : Amant de mes rêves de Christian François : Julie
- 2002 : Un week-end pour le dire de Jean-Pierre Vergne : Elsa
- 2002 : On n'a plus de sushis à se faire de Philippe Venault : Brigitte
- 2002 : Maigret, épisode Maigret à l'école réalisé par Yves de Chalonge (série TV) : madame Gastin
- 2003 : Le Premier Fils de Philomène Esposito : Charlotte
- 2003 : Je hais les enfants de Lorenzo Gabriele : Florence
- 2003 : Louis Page, épisode Un enfant en danger réalisé par Chantal Picault : Gabrielle
- 2004 : Bonhomme de chemin de Frédéric Mermoud : Félicie
- 2004 : Julie, chevalier de Maupin de Charlotte Brändström : Marthe Le Rochois
- 2004 : Colette, une femme libre, téléfilm en deux parties de Nadine Trintignant : Isabelle
- 2004 : Penn sardines de Marc Rivière : Jeanne Le Meur
- 2004 : Le temps des cerises mini-série de Rainer Kaufmann : Tina Lavoisier
- 2005 : Allons petits enfants de Thierry Binisti : Adèle Lacorre
- 2005 : Le Mystère Alexia de Marc Rivière : Sandrine Jacot
- 2005 : L'Empire du Tigre, téléfilm en deux parties de Gérard Marx : Janine
- 2005 : Dalida, téléfilm en deux parties de Joyce Buñuel : Solange
- 2006 : Mariés... ou presque ! de Didier Grousset : Dominique
- 2006 : La Blonde au bois dormant, téléfilm en deux parties de Sébastien Grall : Nathalie Binet
- 2006 : Petits Secrets et Gros Mensonges de Laurence Katrian : Karine
- 2006 : Je hais les parents de Didier Bivel : Florence
- 2007 : Je hais les vacances de Stéphane Clavier : Florence
- 2007 : Le Fantôme de mon ex de Charlotte Brändström : Chloé
- 2007 : Sauveur Giordano, épisode Descente aux enfers réalisé par Pierre Joassin : Margot
- 2008 : Marie et Madeleine de Joyce Buñuel : Berthe Baron
- 2008 : Une ombre derrière la porte de Pierre Joassin : Camille
- 2009 : Le Choix de Myriam de Malik Chibane : Denise
- 2010 : Camping Paradis, épisode Coup de vent sur le camping réalisé par Pascal Heylbroeck : Rachel Richet
- 2010 : Le Roi, l'Écureuil et la Couleuvre, téléfilm en deux parties de Laurent Heynemann : Madame de Sévigné
- 2010 : La Maison des Rocheville, mini-série de Jacques Otmezguine : Clélia
- 2010 - 2013 : Tango, série : Maryse
- 2010 - 2023 : Clem, série créée par Emmanuelle Rey Magnan et Pascal Fontanille : Marie-France Brimont
- 2011 : Chez Maupassant, épisode Une partie de campagne réalisé par Jean-Daniel Verhaeghe : Fifine
- 2011 : Moi et ses ex de Vincent Giovanni : Natacha
- 2012 : Section de recherches, épisode Dernier tango réalisé par Jean-Marc Thérin : Constance Fabiani
- 2012 : Joséphine, ange gardien, épisode En roue libre réalisé par Philippe Proteau : Rose
- 2014 : Crimes et botanique, série réalisée par Bruno Garcia et Lorenzo Gabriele : Laure Chatelain
- 2015 : Commissaire Magellan, épisode L'Âge ingrat réalisé par Lionel Chatton
- 2016 : Baisers cachés de Didier Bivel : Patricia
- 2017 : Juste un regard de Ludovic Colbeau-Justin : Béatrice Marsan
- 2017 : Mention particulière de Christophe Campos : Kristina
- 2018 : Roches Noires de Laurent Dussaux : Capucine Darcourt
- 2018 : Camping Paradis, épisode  Réunion de familles: Sabine
- 2018 : Mongeville, épisode Remous en thalasso : Brigitte
- 2019 : On va s'aimer un peu, beaucoup..., épisodes Marianne et Audrey : Marianne
- 2021 : Mention particulière : Bienvenue dans l'âge adulte de Cyril Gelblat : Kristina
- 2021 : Camping Paradis, épisode  Le paradis de Leela: Suzanne
- 2022 : Cassandre de Jérôme Portheault, saison 7 épisode 2 Zone blanche: Esther Sabatini
- 2023 : Le Secret de la grotte de Christelle Raynal : Hélène Berg
- 2024 : La Fulgurée de Didier Bivel : Marta Guyon
- 2024 : Monsieur Parizot de Nicolas Copin

## Théâtre
- 1988 : Le Cid de Pierre Corneille, mise en scène de Gérard Desarthe, MC93 Bobigny
- 1993 : Tailleur pour dames de Georges Feydeau, mise en scène de Bernard Murat, théâtre de Paris
- 1997 : Bel-Ami de Pierre Laville, d'après Guy de Maupassant, mise en scène de Didier Long, théâtre Antoine
- 2000 : On ne refait pas l’avenir d’Anne-Marie Étienne, mise en scène d'Anne-Marie Étienne, théâtre des Bouffes-Parisiens
- 2012 - 2013 : Le Songe d'une nuit d'été de William Shakespeare, mise en scène de Nicolas Briançon, tournée et Théâtre de la Porte-Saint-Martin
- 2019 : N'écoutez pas, mesdames ! de Sacha Guitry, mise en scène de Nicolas Briançon, Théâtre de la Michodière

## Distinctions
- 2003 : Meilleure comédienne pour Penn sardines au Festival de la fiction TV de Saint-Tropez[2]